# Gruppe 97

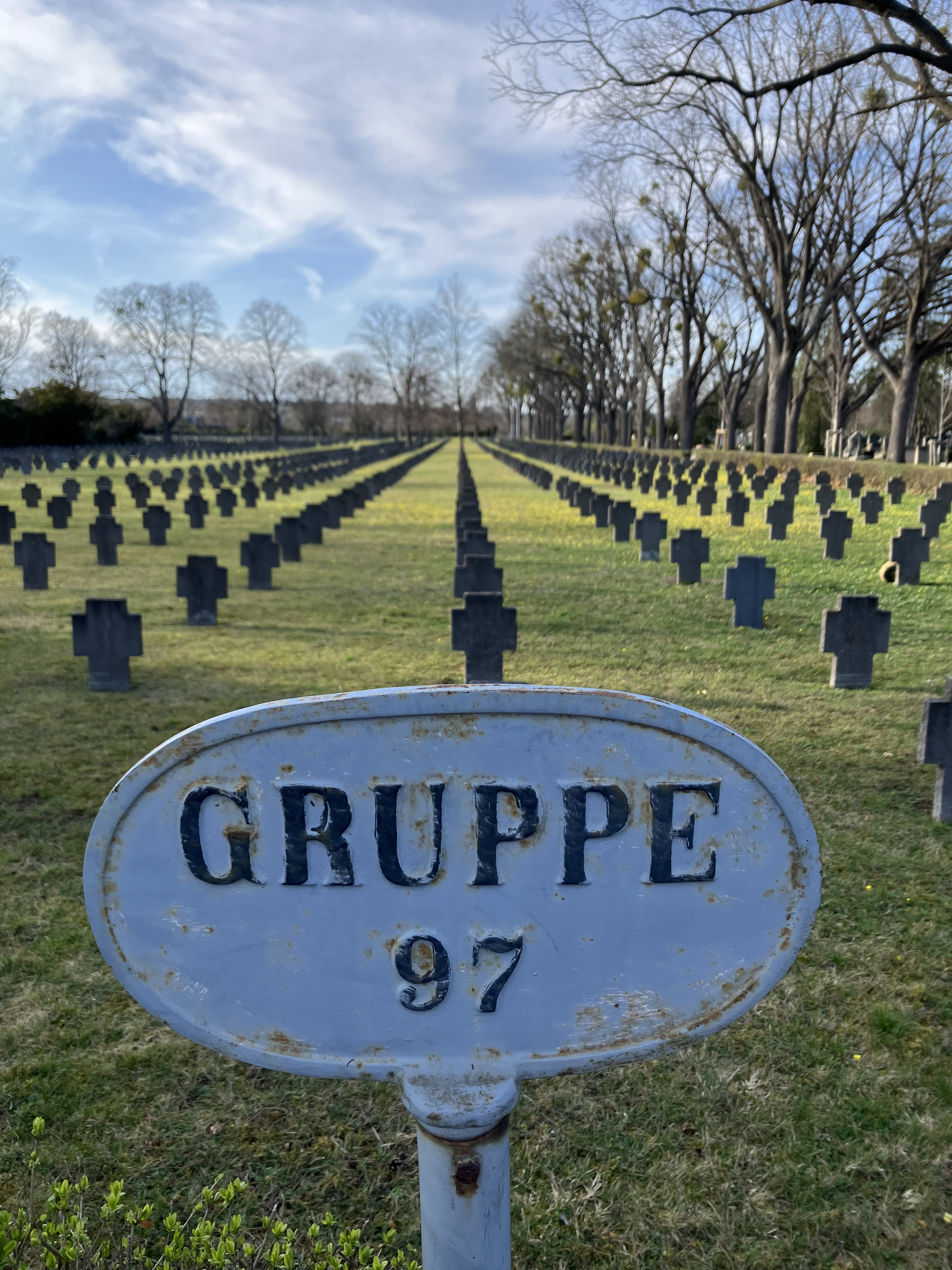
Gruppenbezeichnung

Der Soldatenfriedhof Gruppe 97 ist die größte Kriegsgräberstätte des Zweiten Weltkrieges in Österreich. Er befindet sich auf dem Wiener Zentralfriedhof in Wien-Simmering.

## Anlage
Insgesamt sind die Überreste von 7.297 Kriegstoten der Deutschen Wehrmacht und anderer bewaffneter Formationen des Deutschen Reiches auf dem Areal der Gruppe 97 des Zentralfriedhofs in Wien bestattet. Das ca. 26.000 Quadratmeter große Areal befindet sich unweit des Tors No. 9 im Süden des Wiener Zentralfriedhofs. Bestattet sind hier Angehörige der bewaffneten Formationen des Großdeutschen Reiches, die innerhalb des damaligen Wiener Stadtgebiets gefallen sind, und solche, die anfänglich auf Friedhöfen im weiteren Umkreis Wiens bestattet waren.

## Geschichte
Die Anlage besteht seit 1939. Im Zuge der Errichtung von Sammelfriedhöfen für deutsche Soldaten des Zweiten Weltkriegs in Österreich, beginnend 1965, wurde sie erweitert und neu gestaltet. Im Zuge ihrer Erweiterung erfolgten ca. 2.000 Zubettungen von 52 Vorortfriedhöfen Wiens. Im Rahmen der Neugestaltung wurden über 3.500 Natursteinkreuze errichtet und mit jeweils zwei Namen versetzt. Auf dem zentralen Gedenkplatz, der sich durch ein geschmiedetes Hochkreuz kennzeichnet, sind Namenstafeln für weitere 1.117 Tote angebracht, die nicht geborgen bzw. identifiziert werden konnten. Die Einweihung der Anlage fand (nach unterschiedlichen Angaben) entweder am 25. Oktober 1979 oder 1975 statt.

## Trägerschaft
Die Kriegsgräberstätte obliegt der Verantwortung des deutschen gemeinnützigen Vereins Volksbund Deutsche Kriegsgräberfürsorge e. V., der sie bis dato erhält und pflegt. Grundlage der Arbeit des Volksbundes in Österreich sind die österreichischen Kriegsgräberfürsorgegesetze von 1948 sowie der Staatsvertrag von 1955.
Regelmäßig finden hier Gedenkveranstaltungen statt, wie zum Beispiel am Volkstrauertag oder bei Arbeitseinsätzen der Deutschen Bundeswehr zur Pflege und Sanierung der Gräber.
Ab 2025 wird die Verantwortung für die Gruppe 97 der Republik Österreich übergeben und fortan vom österreichischen Innenministerium betreut. Somit werden ab 2025 alle deutsche Kriegsgräberstätten innerhalb der Grenzen der Republik Österreich von österreichischen Behörden verantwortet.